# Isabel Sanmartín
Isabel Sanmartín Bastida (La Estrada, 1970) es una biogeógrafa e investigadora española. En 2024, fue nombrada académica de la Academia Europæa en la sección de Ecología y Evolución, convirtiéndose en la primera española en conseguirlo.

## Trayectoria
En 1994, se doctoró en Ciencias Biológicas en la Universidad Complutense de Madrid. En 2008 se convirtió en investigadora científica del Consejo Superior de Investigaciones Científicas (CSIC) en el Real Jardín Botánico de Madrid y más tarde en vicedirectora de Investigación y Colecciones de Cultura Científica.
De 2017 a 2022, fue evaluadora y gestora científica para la Agencia Estatal de Investigación (AEI), en el área de Biodiversidad, y el Danish Research Council, dentro del programa internacional IRFD. Fue nombrada miembro del programa 'TULIP-Graduate School' de la Agencia Nacional de Investigación Francesa (ANR). Hasta 2018, formó parte del consejo director de la sociedad internacional de Systematic Biology.
En 2022, se convirtió en directora de la revista Systematic Biology,siendo la tercera mujer en ocupar este cargo en la historia de la publicación científica y en la primera europea en conseguirlo. También se convirtió en editora asociada de las revistas Journal of Biogeography y Evolution.
Ha participado y dirigido proyectos de investigación nacionales e internacionales de países como Suecia, Francia, Austria, Estados Unidos o Brasil, así como supervisado proyectos del programa MSCA PEOPLE de la Unión Europea. Su labor investigadora se ha focalizado en los procesos evolutivos que explican los patrones de distribución de la biodiversidad en el presente. Ha publicado decenas de artículos en revistas del Journal Citation Reports (JCR), incluyendo revistas multidisciplinares del primer cuartil en Biología Evolutiva y Ecología.
También comenzó a ejercer como profesora en los Masters de Biodiversidad y Conservación de Áreas Tropicales de la Universidad Internacional Menéndez Pelayo UIMP-CSIC y en el de Técnicas de Conservación de la Biodiversidad y Ecología, de la Universidad Rey Juan Carlos de Madrid. Además, ha participado en varias ocasiones en la Noche Europea de los Investigadores e Investigadoras de Madrid.

## Reconocimientos
Algunos de sus artículos han sido incluidos en la lista “Essential Science Indicators” de Web of Science. En 2022, se convirtió en la tercera mujer, y la primera española, en dirigir la revista Systematic Biology, considerada una de las más destacadas en el área de la biología evolutiva. En 2024, Sanmartín fue la primera española en ser nombrada académica de la Academia Europæa en su sección de Ecología y Evolución.